# アストラM900
アストラM900(Astra Modelo 900)は、スペインで開発された拳銃である。ドイツ帝国にて設計されたモーゼルC96拳銃をコピーしたもので、アストラ社(Astra-Unceta y Cia SA)によって開発された。
モーゼルC96は強力な性能と押し出しの強い外見から1920年代、アジア・中東方面の市場で人気のあった大型拳銃であり、その市場に後発品として売り込みをかける目論見で開発されたものである。したがって弾薬はモーゼルC96と同一、外見およびレイアウトも市場ニーズに合わせて意図的に酷似させた、臆面もないコピー製品であった。ただし内部の撃発機構はモーゼルと若干差異がある。
しかし発展型として、本家モーゼルの製品にも無かったフル・オートマチック撃発可能なバージョンをいち早く開発、連射速度があまりに速すぎて実用性に乏しいスペック先行の製品ではあったが、市場からは大いに好評を得た。このためモーゼル社も慌ててフル・オート機能付きC96（M713ライエンフォイヤー。欠陥品となった）を開発する羽目になったという逸話がある。

## 派生型
- アストラM900：基本型。セミオート射撃のみ。
- アストラM901：セレクティブ・ファイア機能が追加され、セミ・フルを切り替えるセレクタレバーが右側面に設置された。ただしクリップ装填式固定弾倉の容量は10発に過ぎず、900発/分というあまりに高すぎる連射速度も相まってフルオート射撃の実用性は低かった。
- アストラM902：M901の改良型。弾倉は20発に拡大され、銃身も延長された。しかし装填方式はクリップのままだったので、依然としてマシンピストルとしての実用性は低かった。
- アストラM903：M902をさらに改良し、装填方式を10発または20発の着脱式箱型弾倉に改めたもの。
- アストラM904：連射速度を350発/分まで落としたもの。機能としてはC96バリエーションのモーゼル・シュネルフォイヤーM712（M713の欠陥を改善したもの）に相当する。
- アストラM904E:M904の派生型。9x23mmラルゴ弾を使用する。

## 生産数
- アストラM900 - およそ21,000丁（1927年 - 1941年）。中華民国、中南米、スペイン共和国、ドイツ国防軍（1943年に1,050丁納入）などが購入した。
- アストラM901 - 1,655丁（1928年）。主に中華民国へ輸出された。
- アストラM902 - 7,075丁（1928年 - 1933年）。主に中華民国へ輸出された。ドイツ国防軍も1943年に少数納入。
- アストラM903 - 3,082丁（1932年 - 1934年）。
- アストラM904 - およそ90丁（1934年）。
- アストラE - 1,126丁（1936年）。スペイン内戦期にグアルディア・シビルが使用した。
- アストラF - 548丁（1949年,1951年 - 1961年）。第二次世界大戦後、在庫部品を組み上げたもの。エジプト、インド、イラク、パキスタンなどへ輸出された。

## 数値比較
| モデル     | アストラM900       | アストラM901       | アストラM902       | アストラM903          | アストラM904          | アストラF             | アストラE             |
| ---------- | ------------------ | ------------------ | ------------------ | --------------------- | --------------------- | --------------------- | --------------------- |
| 全長       | 29cm               | 29cm               | 33cm               | 31cm                  | 31cm                  | 31cm                  | 31cm                  |
| 銃床取付時 | 64cm               | 64cm               | 72cm               | 68cm                  | 68cm                  | 68cm                  | 68cm                  |
| 銃身長     | 14cm               | 14cm               | 18cm               | 16cm                  | 16cm                  | 16cm                  | 16cm                  |
| 装填時重量 | 1,26kg             | 1,26kg             | 1,53kg             | 1,45kg                | 1,45kg                | 1,45kg                | 1,45kg                |
| 口径       | 7.63mmモーゼル     | 7.63mmモーゼル     | 7.63mmモーゼル     | 7.63mmモーゼル        | 7.63mmモーゼル        | 9mmラルゴ             | 7.63mmモーゼル        |
| 装填数     | 10発（クリップ式） | 10発（クリップ式） | 20発（クリップ式） | 10-20発（着脱式弾倉） | 10-20発（着脱式弾倉） | 10-20発（着脱式弾倉） | 10-20発（着脱式弾倉） |

## 使用国
- エジプト
- インド
- イラク
- ナチス・ドイツ
- 中華民国
- スペイン